# الن وی. اوپنهایم
الن وی. اوپنهایم (به انگلیسی: Alan V. Oppenheim) متولد سال ۱۹۳۷ در نیویورک، استاد کرسی مهندسی در دانشکده مهندسی برق و علوم کامپیوتر اِم‌آی‌تی است. وی همچنین یکی از محققین اصلی آزمایشگاه تحقیقات الکترونیک ام‌آی‌تی به شمار می رود.
پژوهش‌های او در زمینه اصلی پردازش سیگنال و برنامه‌های کاربردی آن می‌باشد .
وی نویسنده کتاب‌های درسی ای است که به‌طور گسترده استفاده می‌شوند؛ از قبیل: "پردازش سیگنال گسسته" و "سیگنال‌ها و سیستم‌ها". 
او در کلاس حقه‌های جادویی برای سرگرمی اجرا می‌کند.علایق تحقیقاتی او در حوزه‌های عمومی پردازش سیگنال و کاربردهای آن هستند. 
او یکی از مولفین کتاب‌های درسی مورد استفاده گسترده در زمینه پردازش سیگنال گسسته و سیگنال‌ها و سیستم‌ها است. 
او در سال ۱۹۳۷ در شهر نیویورک به دنیا آمد. 

## کتاب‌ها
کتاب تجزیه و تحلیل سیگنال‌ها اوپنهایم. این کتاب به کمک پروفسور حمید نواب نوشته شده‌است
Dr. Oppenheim is author or co-author of many books، including:
- Oppenheim, Alan V.; Schafer, R. W.; and Buck, J. R. (1999). Discrete-time signal processing. Upper Saddle River, N.J.: Prentice Hall. ISBN 0-13-754920-2.{{cite book}}:  نگهداری یادکرد:نام‌های متعدد:فهرست نویسندگان (link)
- Oppenheim, Alan V.; Willsky, Alan S.; Nawab, Hamid; with S. Hamid (1998). Signals and Systems. Pearson Education. ISBN 0-13-814757-4.{{cite book}}:  نگهداری یادکرد:نام‌های متعدد:فهرست نویسندگان (link)